# Bernhard Spaan
Bernhard Spaan (* 25. April 1960 in Bottrop; † 9. Dezember 2021 in Witten) war ein deutscher Physiker und Professor an der Technischen Universität Dortmund.

## Leben
Sein Physikstudium begann er 1979 an der Universität Dortmund, erhielt 1985 sein Diplom und promovierte drei Jahre später zum Thema „Untersuchungen zu seltenen Zerfällen des τ-Leptons und zur Masse des τ-Neutrinos“. Bis 1993 betätigte er sich als wissenschaftlicher Angestellter an der Dortmunder Universität, führte von 1993 bis 1995 Arbeiten als Senior Research Associate an der McGill University in Montréal durch und nahm 1996 einen Ruf an die Technische Universität Dresden an, wo er als Professor für Experimentelle Hadronenphysik lehrte. Im Jahr 2004 kehrte er als Professor an die Universität Dortmund (jetzt Technische Universität Dortmund) zurück und war von 2008 bis 2014 Dekan der Fakultät Physik. Am 9. Dezember 2021 starb Spaan im Alter von 61 Jahren.

## Auszeichnungen
- 31. Oktober 1989: Benno-Orenstein-Preis für seine Arbeiten auf dem Gebiet der Hochenergiephysik.